# Estrecho de Carquinez

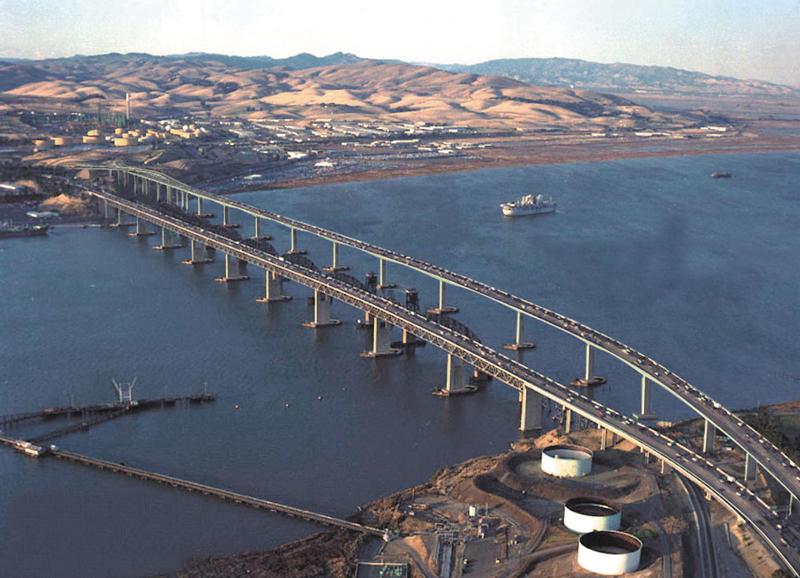
Vista del puente de Benicia-Martinez.

El estrecho de Carquinez (en inglés: Carquinez Strait; originalmente escrito Carquines) es un estrecho marino estadounidense de la parte norte de la gran bahía de San Francisco localizado en la sección central de la costa del estado de California. El estrecho conecta la bahía Suisun, que recibe las aguas del estuario de los ríos Sacramento y San Joaquín, con la bahía de San Pablo, la extensión norte de la bahía de San Francisco.
En 1985, una ballena jorobada nadó hacia el estrecho de Carquinez hasta el río Vista. Llamada por los medios de comunicación Humphrey,  se convirtió en todo un suceso, siendo  rescatada después por el Centro de Mamíferos Marinos y otros voluntarios.
El estrecho lleva el nombre de los karkin ("los carquines", en español), una división lingüística de los nativos americanos ohlone que residía a ambos lados del estrecho. 
En la bahía Suisun se encuentra el fondeadero de la Suisun Bay Reserve Fleet, una de las flotas de reserva de la Armada de los Estados Unidos creada en el período posterior a la Segunda Guerra Mundial y que está integrada por un conjunto de navíos obsoletos de la Marina de los EE. UU. y mercantes de la reserva. 